# Carská garda
Ruská carská garda (rusky Лейб-гвардия / přepis Lejb-gvardija, z německého Leib „sboru“) je neformální označení skupiny vojenských jednotek Ruské imperiální armády, které sloužily jako osobní stráže ruských panovníků.

## Historie

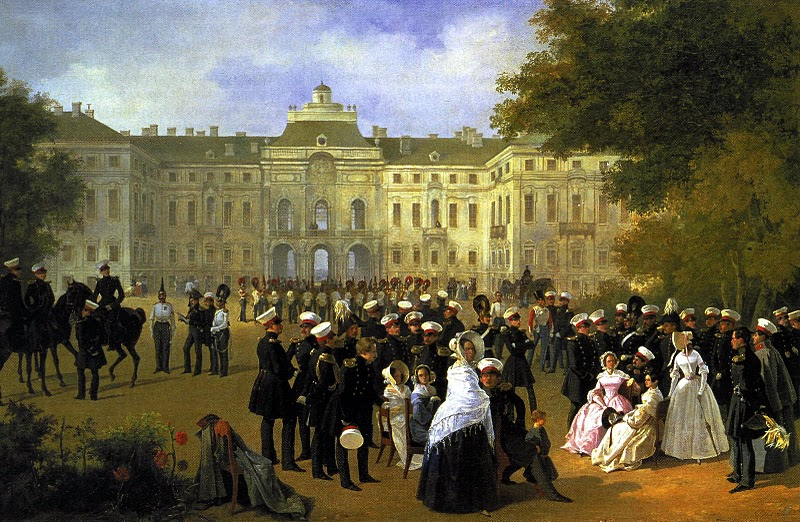
Carská garda v Konstantinovském paláci.

První z těchto jednotek založil v roce 1683 Petr Veliký podle pruského vzoru, ve snaze nahradit nespolehlivý pluk streľců, který rozpustil kvůli vzpouře proti panovníkovi.
Carská garda hrála klíčovou úlohu při potlačení nepokojů v roce 1905, známých jako Krvavá neděle.
Carská garda byla zrušena po bolševické revoluci v roce 1917. Části mužstva byly začleněny do rudé armády, v jejímž rámci se v roce 1920 účastnily bojů polsko-sovětská války.